# Coleophora glaseri
Coleophora glaseri é uma espécie de mariposa do gênero Coleophora pertencente à família Coleophoridae.